# Diego Ramírez Sedeño de Fuenleal
Diego Ramírez Sedeño de Fuenleal (1524 – 27 de janeiro de 1573) foi um prelado católico romano que serviu como bispo de Pamplona (1561–1573).

## Biografia
Diego Ramírez Sedeño de Fuenleal nasceu em 1524 em Villaescusa de Haro, em Espanha. No dia 13 de junho de 1561, foi nomeado Bispo de Pamplona durante o papado de Pio IV. Serviu como Bispo de Pamplona até à sua morte a 27 de janeiro de 1573. Enquanto bispo, foi o consagrador principal de Francisco Delgado López, bispo de Lugo (1562); e Sebastián Lartaún, Bispo de Cuzco (1571).